# 氘代丙酮
氘代丙酮是丙酮的氘代物，一种氘代溶剂。用作核磁共振波谱法溶剂。